# Kontroverstheologie
Kontroverstheologie ist im weiteren Sinn die theologische Auseinandersetzung einer Religionsgemeinschaft mit Andersgläubigen oder innerkirchlichen Abweichlern. Historisch bezeichnet der Ausdruck das wissenschaftliche Austragungsfeld der konfessionellen Streitigkeiten zwischen römisch-katholischer Theologie und protestantischer Theologie seit der Reformationszeit. Die Kontroverstheologie bewegte sich im Spannungsfeld zwischen polemischen und irenischen Ausprägungen.
Seit Etablierung der ökumenischen Bewegung im 20. Jahrhundert wird der Begriff der Kontroverstheologie weitgehend als veraltet empfunden und zumeist nur noch historisch verwendet.

## Geschichte
Im römisch-katholischen Bereich unterscheidet man mitunter zwischen vor- und nachtridentinischer Kontroverstheologie. So wird die theologische Auseinandersetzung mit innerchristlichen Häresien und nichtchristlichen Religionen in der alten Kirche und im Mittelalter rückblickend bisweilen ebenfalls als Kontroverstheologie bezeichnet. Ein bedeutendes Instrumentarium für die theologische Behandlung solcher Glaubensstreitigkeiten entwickelte im Hochmittelalter die Scholastik, deren Methoden auch in den Konfessionsauseinandersetzungen nach der Reformation eine große Rolle spielten.
Aus der Kontroverstheologie des 17. Jahrhunderts heraus ist innerhalb der universitären Theologie das theologische Fach der Dogmatik entstanden. Auch im 20. Jahrhundert wurde der Begriff „Kontroverstheologie“ verschiedentlich noch wertungsfrei für die theologisch-wissenschaftliche Bearbeitung konfessioneller Unterschiede benutzt, wie etwa der Untertitel Zeitschrift für Kontroverstheologie der ab 1932 erschienenen Vierteljahresschrift Catholica belegt. Der katholische Theologe Otto Hermann Pesch war von 1975 bis 1997 als Professor für „Systematik und Kontroverstheologie“ Vollmitglied des evangelisch-theologischen Fachbereichs der Universität Hamburg.

## Persönlichkeiten
Bekannte katholische Kontroverstheologen sind:
- Caspar Schatzger (1463–1527)
- Thomas Murner (1475–1537)
- Hieronymus Emser (1478–1527)
- Johann Fabri (1478–1541)
- Johannes Cochlaeus (1479–1552)
- Konrad Treger (1480–1542)
- Johannes Eck (1486–1543)
- Domingo de Soto (1494–1560)
- Augustinus van Ghetelen (1495–ca. 1556)
- Johannes Buchstab (1499–1528)
- Stanislaus Hosius (1504–1579)
- Melchior Cano OP (1509–1560)
- Franz Costers (1531–1619)
- Thomas Stapleton (1535–1598)
- Robert Bellarmin SJ (1542–1621)
- Jodocus Kedd SJ (1597–1657)
- Thomas Blackloe (White) (1593–1676)
- Peter van Walenburch (1610–1675)
- Jacques Bénigne Bossuet (1627–1704)
- Franz Sebastian Nonhardt (1680–1735)
- Josef Biner (1697–1766)
- Johann Adam Möhler (1796–1838)

Protestantische Kontroverstheologen:
- Ferdinand Christian Baur (1792–1860)
- Karl Alfred von Hase (1842–1914)